# Globala målen
Globala målen, eller de globala målen för hållbar utveckling (Sustainable Development Goals, SDG), är en del av Agenda 2030 för hållbar utveckling. De 17 globala målen för hållbar utveckling antogs av FN:s generalförsamling den 25 september 2015 i resolution A/RES/70/1, under namnet Transforming our world: the 2030 Agenda for Sustainable Development, ofta refererad till med det kortare Agenda 2030.
Idén om de globala målen startade vid Förenta nationernas konferens om hållbar utveckling 2012. Syftet är att fram till år 2030 uppnå en socialt, miljömässigt och ekonomiskt hållbar utveckling världen över. Agendan och dess mål arbetades fram och förankrades under en omfattande konsultationsprocess som av FN själva betecknades som den mest transparenta och inkluderande processen i FN:s historia.  Den 25 september 2015 antog FN:s alla medlemsländer i generalförsamlingen den historiska resolutionen Agenda 2030 för hållbar utveckling. 
De globala målen består av 169 delmål och 244 indikatorer. Tillsammans tar de vid där Millenniemålen nådde sitt slutdatum. Den nya agendan har år 2030 som målår; därav namnet Agenda 2030.

## De globala målen
De 17 målen är:
1. Avskaffa all fattigdom överallt i alla dess former överallt.[11] "Fattigdom omfattar flera dimensioner än den ekonomiska. Även brist på frihet, makt, inflytande, hälsa, utbildning och fysisk säkerhet innebär fattigdom. Man brukar tala om fattigdomen som multidimensionell. Särskilt utsatta är kvinnor och flickor. Det är viktigt att alla länder inkluderas oavsett ekonomisk status. Fattiga människor finns även i rika länder och i medelinkomstländer.”[12]
2. Avskaffa hunger, uppnå tryggad livsmedelsförsörjning och förbättrad nutrition, samt främja ett hållbart jordbruk. "Tillgång till tillräcklig och näringsriktig mat är en mänsklig rättighet, som varje stat har en skyldighet att tillförsäkra sina medborgare. Idag lever omkring 850 miljoner människor i världen i hunger. Det är en mänsklig katastrof i sig och hindrar dessutom många länders utveckling och tillväxt genom de effekter som otillräckligt näringsintag har för lärande och produktivt arbete. Särskilt fokus ska ligga på att trygga livsmedelsförsörjningen för flickor och pojkar, flickor i puberteten och gravida kvinnor som löper för störst risk för svält och undernäring. Livsmedelsförsörjning är ett särskilt beroende av välfungerande handel och marknader liksom av väl fungerande infrastruktur för transport och förvaring, eftersom en stor del av jordens befolkning lever i städer. Tryggad livsmedelsförsörjning främjas genom öppen och transparent handel och ett rättssäkert, jämställt och jämlikt tillträde till marknader, forskning och innovation, finansiella tjänster, information och adekvat rådgivning. Samtidigt är livsmedelssvinn och förluster längs hela värdekedjan ett stort problem. Den privata sektorn kan spela en viktig roll i arbetet."[13]
3. Säkerställa hälsosamma liv och främja välbefinnande för alla i alla åldrar.[14]
4. Säkerställa en inkluderande och likvärdig utbildning av god kvalitet och främja livslångt lärande för alla.[15]
5. Uppnå jämställdhet och alla kvinnor och flickors egenmakt.[16]
6. Säkerställa tillgången till och en hållbar förvaltning av vatten och sanitet för alla.[17]
7. Säkerställa tillgång till ekonomiskt överkomlig, tillförlitlig, hållbar och modern energi för alla.[18]
8. Verka för varaktig, inkluderande och hållbar ekonomisk tillväxt, full och produktiv sysselsättning med anständiga arbetsvillkor för alla.[19]
9. Bygga motståndskraftig infrastruktur, verka för en inkluderande och hållbar industrialisering samt främja innovation.[20]
10. Minska ojämlikheter inom och mellan länder.[21]
11. Göra städer och mänskliga bosättningar inkluderande, säkra, motståndskraftiga och hållbara.[21]
12. Säkerställa hållbara konsumtions- och produktionsmönster.
13. Vidta omedelbara åtgärder för att bekämpa klimatförändringarna och dess konsekvenser*[22] (I linje med FN:s ramavtal om klimatförändringen med UNFCCC. *Med beaktande av att Förenta nationernas ramkonvention om klimatförändringar är det främsta internationella, mellanstatliga forumet för förhandlingar om hur världen ska hantera klimatförändringarna.)
14. Bevara och nyttja haven och de marina resurserna på ett hållbart sätt för en hållbar utveckling.[23]
15. Skydda, återställa och uppmuntra till hållbar användning av ekosystemen på land, hantera skogen hållbart, bekämpa ökenspridning, stoppa och återställa landdegradering och stoppa förlusten av biologisk mångfald.[24]
16. Främja fredliga och inkluderande samhällen för hållbar utveckling, tillhandahålla tillgång till rättvisa för alla samt bygga upp effektiva, och inkluderande institutioner med ansvarsutkrävande på alla nivåer.[25]
17. Stärka genomförandemedlen och återvitalisera det globala partnerskapet för hållbar utveckling.[26]

### Indelning i tre grupper
Johan Rockström på Stockholm Resilience Centre har tagit fram en modell som förklarar hur målen hänger samman genom att dela in målen i biosfär, samhälle och ekonomi. Till biosfär hör mål 6, 13, 14 och 15, till samhälle hör mål 1, 2, 3, 4, 5, 7, 11 och 16 och till ekonomi hör målen 8, 9, 10 och 12. Modellen menar att biosfären är viktigast och de andra "staplas" ovanpå vilket har gett modellen namnet "wedding cake model" (bröllopstårtemodellen).

## Syfte
| ”                         | Denna agenda är en handlingsplan för människorna, planeten och vårt välstånd. Den syftar också till att befästa världsfreden under ökad frihet. Vi erkänner att avskaffandet av alla former och dimensioner av fattigdom, inklusive extrem fattigdom, är den största globala utmaningen och en oundgänglig förutsättning för hållbar utveckling. | „ |
| – ingressen i Agenda 2030 | |   |

De 17 globala målen för hållbar utveckling och 169 delmål visar agendans omfattning och ambitionsnivå. De syftar till att bygga vidare på Millenniemålen som var mycket framgångsrika. Millenniemålen har visat att det är möjligt att uppnå resultat om den politiska viljan finns och om tydliga delmål stakas ut och prioriterar resurser efter dem. De globala målen avslutar det som millenniemålen påbörjade, men går än längre för att en gång för alla utrota fattigdom och hunger i världen. De är integrerade och odelbara och balanserar de tre dimensionerna av hållbar utveckling: den ekonomiska, sociala och miljömässiga. Dessa följande kategorier brukar nämnas för att sammanfatta de globala målens fokus: människorna, planeten, välståndet, freden, partnerskapet. Att de är integrerade betyder att inget av målen kan uppnås på bekostnad av ett annat och att framgång krävs inom alla områden för att det övergripande målet med Agenda 2030 ska kunna uppnås. Som exempel är en förutsättning för att vi ska kunna uppnå mål 1, att utrota extrem fattigdom, att vi också når framgång inom områdena utbildning och jämställdhet, mål 4 och 5. Världens regeringar har ett ägandeskap av Agenda 2030 och de globala målen, till skillnad från Millenniemålen som inte förankrades i staters arbete. Därför är ambitionsnivån högre vad gäller de globala målen.

## Agenda 2030
Agenda 2030 är namnet på ramverket som antogs den 25 september 2015, i resolution A/RES/70/1, under namnet Transforming our world: the 2030 Agenda for Sustainable Development. Agenda 2030 är det övergripande strategidokumentet som innehåller tre delar, varav en del är de 17 globala målen. FN har tagit fram 244 indikatorer för att mäta utvecklingen mot målen på global nivå. Varje land ska i sin tur ta fram nationella indikatorer. Alla världens länder väljer hur ofta de vill rapportera sitt genomförande av agendan till FN:s högnivåpolitiska forum för hållbar utveckling (United Nations High-level Political Forum on Sustainable Development, HLPF), som hålls i New York varje år.

### Agenda 2030 i Sverige
I Sverige har alla ministrar i regeringen ett ansvar för genomförandet.
Som en del i Sveriges genomförande av Agenda 2030 och därmed de globala målen tillsatte regeringen Löfven I i mars 2016 en delegation med uppgift att stödja och stimulera arbetet. Agenda 2030-delegationen var en statlig kommitté med ett utredningsuppdrag från regeringen, men arbetar självständigt från regeringen och departementen. Mandatet löpte fram till mars 2019. Deras uppdrag var att:
- föreslå en övergripande handlingsplan till regeringen,
- föreslå åtgärder för att främja informations- och kunskapsspridning,
- förankra Agenda 2030 genom en bred dialog med olika samhällsaktörer.

Statistiska centralbyrån (SCB) fick regeringens uppdrag att följa upp genomförandet.
En standard har tagits fram för att hjälpa kommuner, landsting, regioner och andra regionala samverkansorgan exempelvis ideella organisationer att implementera Agenda 2030. Flera svenska kommuner tog tillsammans med Sveriges Ekokommuner och Svenska institutet för standarder, SIS, initiativ till att gå samman och skriva ner gemensam best practice för att arbeta mot de globala målen.
Sverige har lämnat en rapport av genomförandet av agenda 2030, på 2017 års HLPF.
Efter att regeringen Kristersson tillträtt 2022 slopade den kravet på många statliga myndigheter att återrapportera utvecklingen mot de globala målen.